# Hermann Braus
Daniel Abraham Otto Hermann Braus (* 15. August 1868 in Burtscheid; † 28. November 1924 in Würzburg) war ein deutscher Mediziner und Anatom, der ein früher Vertreter des funktionellen Gedankens in der Anatomie war.

## Leben und Wirken
Hermann Braus war der Sohn des praktischen Burtscheider Arztes Otto Braus (1835–1906) und dessen Ehefrau Bertha Ernestine (1844–1914), geborene Lamberts.
Hermann Braus begann zunächst ein naturwissenschaftliches Studium an der Universität Bonn, wechselte dann den Studiengang und studierte an der Friedrich-Schiller-Universität Jena und der Ruprecht-Karls-Universität Heidelberg Medizin, wobei er in Heidelberg durch Carl Gegenbaur in die vergleichende Anatomie eingeführt und in Jena maßgeblich durch Ernst Haeckel geprägt wurde. Hermann Braus wurde am 23. September 1892 in Jena mit seiner Dissertation Über die Rami ventrales der vorderen Spinalnerven einiger Selachier zum Dr. med. promoviert, bestand am 4. März 1893 die ärztliche Staatsprüfung und nahm eine Assistentenstelle bei Max Fürbringer im Anatomischen Institut Jena an. In der Zeit vom 1. April 1890 bis 1. Oktober 1890 und vom 1. April 1893 bis 1. Oktober 1893 erfüllte er zwischenzeitlich in Bonn und Aachen seine Militärdienstpflicht als Einjährig-Freiwilliger. 1896 habilitierte er mit seiner Habilitationsschrift Untersuchungen zur vergleichenden Histologie der Leber der Wirbelthiere in Jena.
Zusammen mit Leo Drüner verbesserte und entwickelte er in Zusammenarbeit mit der Firma Carl Zeiss einige optische Instrumente, wie zum Beispiel die „Präparierlupe nach Braus-Drüner“, eine binokulare Lupe, die bei der Präparation von Kleinstlebewesen Verwendung fand.
Schwerpunkte der Forschungsarbeit von Hermann Braus waren die Zellteilung und die Funktionsweise der menschlichen Gelenke. Zum Gewinnen von Untersuchungsmaterial unternahm er dabei bereits von Jena aus zahlreiche Forschungsreisen an das Institut für Meereskunde in Bergen (Norwegen) sowie an die Mittelmeerküste. Im Jahr 1899 wechselte Braus an die Julius-Maximilians-Universität Würzburg auf eine Stelle bei Albert von Koelliker als Prosektor. Während dieser Zeit wurde er durch Theodor Boveri und Hans Spemann zum entwicklungsphysiologischen Experiment angeregt. 1901 wechselte er zunächst als Prosektor nach Heidelberg, wo er später im Jahr 1912 als Nachfolger von Max Fürbringer den Lehrstuhl für Anatomie übernahm. 1921 kehrte er nach Würzburg zurück, um die Stelle des im Juni 1920 verstorbenen Ordinarius Oskar Schultze zu übernehmen.
Zur Erforschung der Entstehung peripherer Nerven nahm er Experimente an lebenden Tieren vor wie zum Beispiel Reizungsversuche an den Gliedmaßen-Nerven von Rochen und Haien. In der Lehre führte er neue Medien ein, wie Fotos, Projektionen und Röntgenaufnahmen – etwa in seinem 1921 erschienenen Lehrbuch der Anatomie. Hermann Braus war ab 1922 als Nachfolger von August Pütter (1879–1929) Herausgeber der Zeitschrift Die Naturwissenschaften.
Hermann Braus wurde am 10. November 1903 unter der Matrikel-Nr. 3171 als Mitglied in die Kaiserliche Leopoldinisch-Carolinische Deutsche Akademie der Naturforscher und im Jahr 1920 als Mitglied in die Heidelberger Akademie der Wissenschaften aufgenommen.

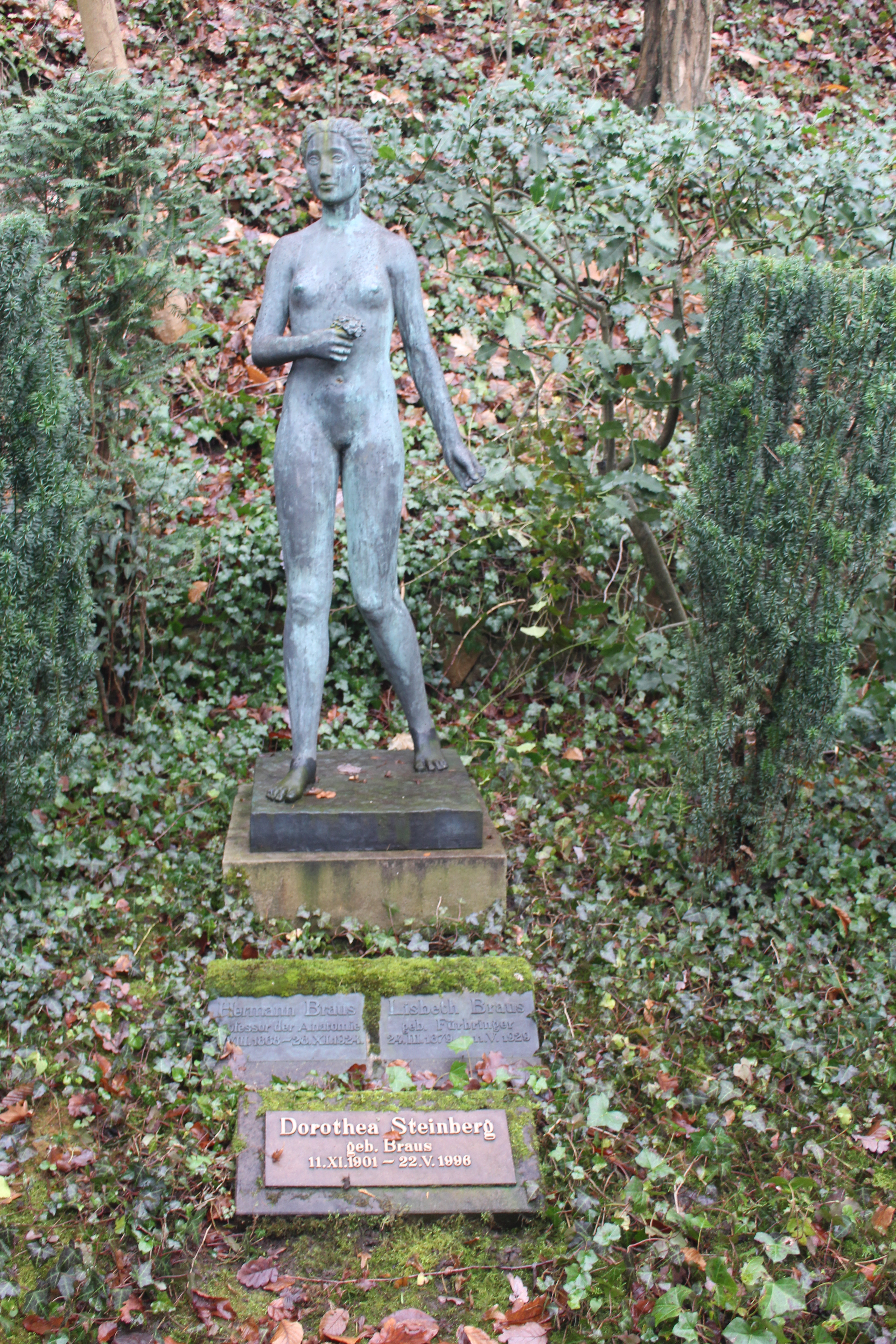
Grab von Hermann Braus und seiner Ehefrau Elisabeth „Lisbeth“ Braus, Bergfriedhof Heidelberg

Er war seit 1899 mit Elisabeth (1879–1929), einer Tochter des Anatomen Max Fürbringer, verheiratet. Das Ehepaar hatte drei Töchter. Die Schweizer Bildhauerin und Kleinplastikerin Hedwig Haller-Braus war die zweite Tochter des Ehepaars.
Hermann Braus wurde auf dem Bergfriedhof in Heidelberg bestattet.
Ein 2 laufende Meter umfassender Nachlass von Hermann Braus wird im Archivzentrum der Universitätsbibliothek Frankfurt aufbewahrt. Weitere Nachlässe befinden sich an den Universitätsbibliotheken Heidelberg und Würzburg.

## Rezeption
Hermann Braus wirkte in einer Zeit, in der sich die Anatomie als Profession in verschiedene Richtungen entwickelte. Er selber schreibt in einem Nachruf auf den Anatomen Wilhelm Roux: „So habe ich, was wohl keinem anderen Anatomen vergönnt war, die morphologische, die deskriptiv-mikroskopische und die experimentell-embryologische Schulung aus erster Hand genossen, und ich glaube, ihre Mittel zu kennen.“
Seine Konzeption einer „Biologischen Anatomie“ fand ihren Ausdruck in der Veröffentlichung eines Lehrbuches der Anatomie, welches nach seinem Tod von Curt Elze vollendet wurde. Dieses – sowohl vom Text wie auch von Abbildungen her didaktisch ausgefeilte – Buch erlebte eine durchaus kontroverse Aufnahme in der Fachwelt und wurde von Elze noch in einer zweiten und in einer dritten Auflage weitergeführt. Zahlreiche der darin verwendeten Zeichnungen erscheinen noch heute in fast unveränderter Form.

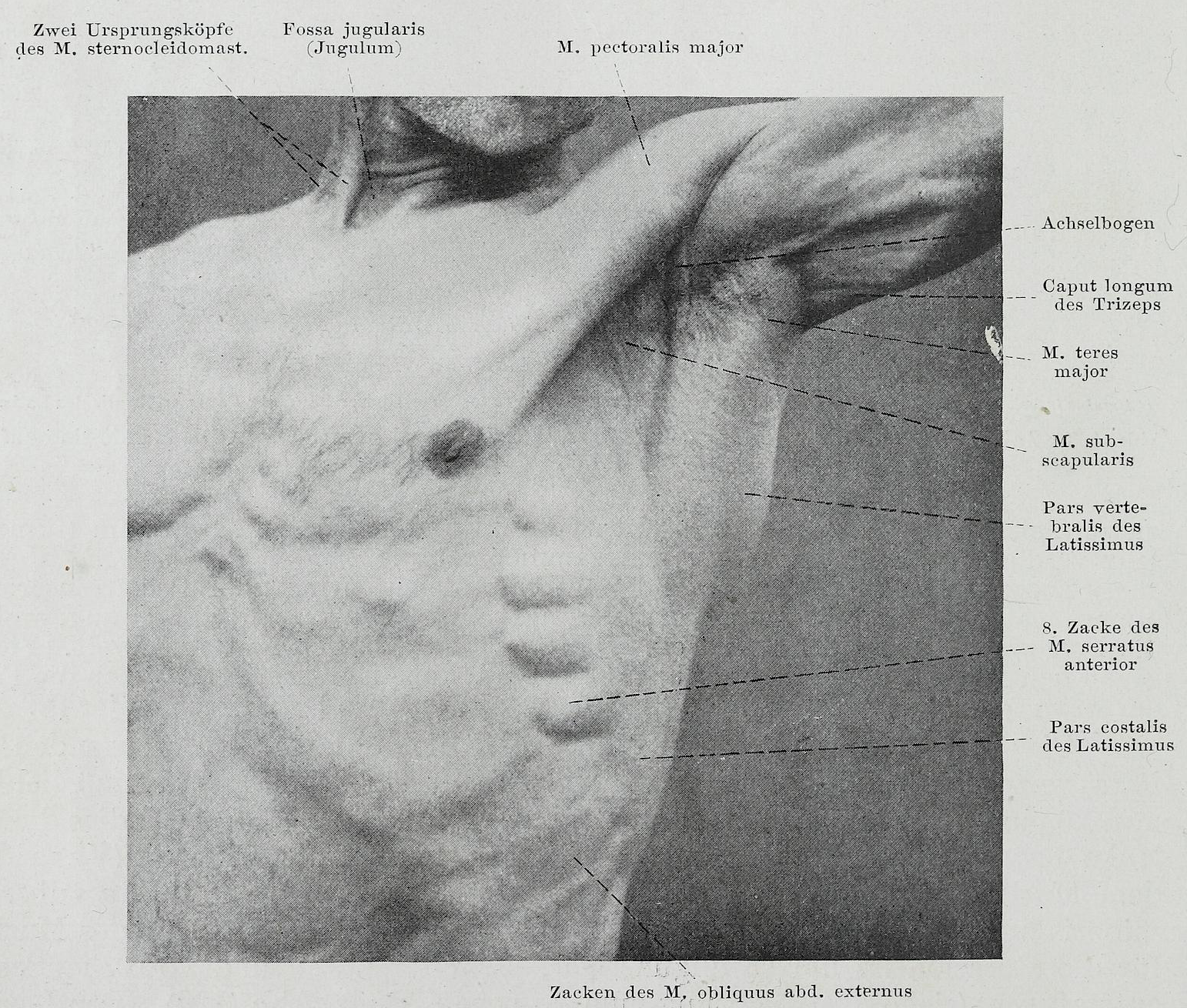
Anatomie am Lebenden

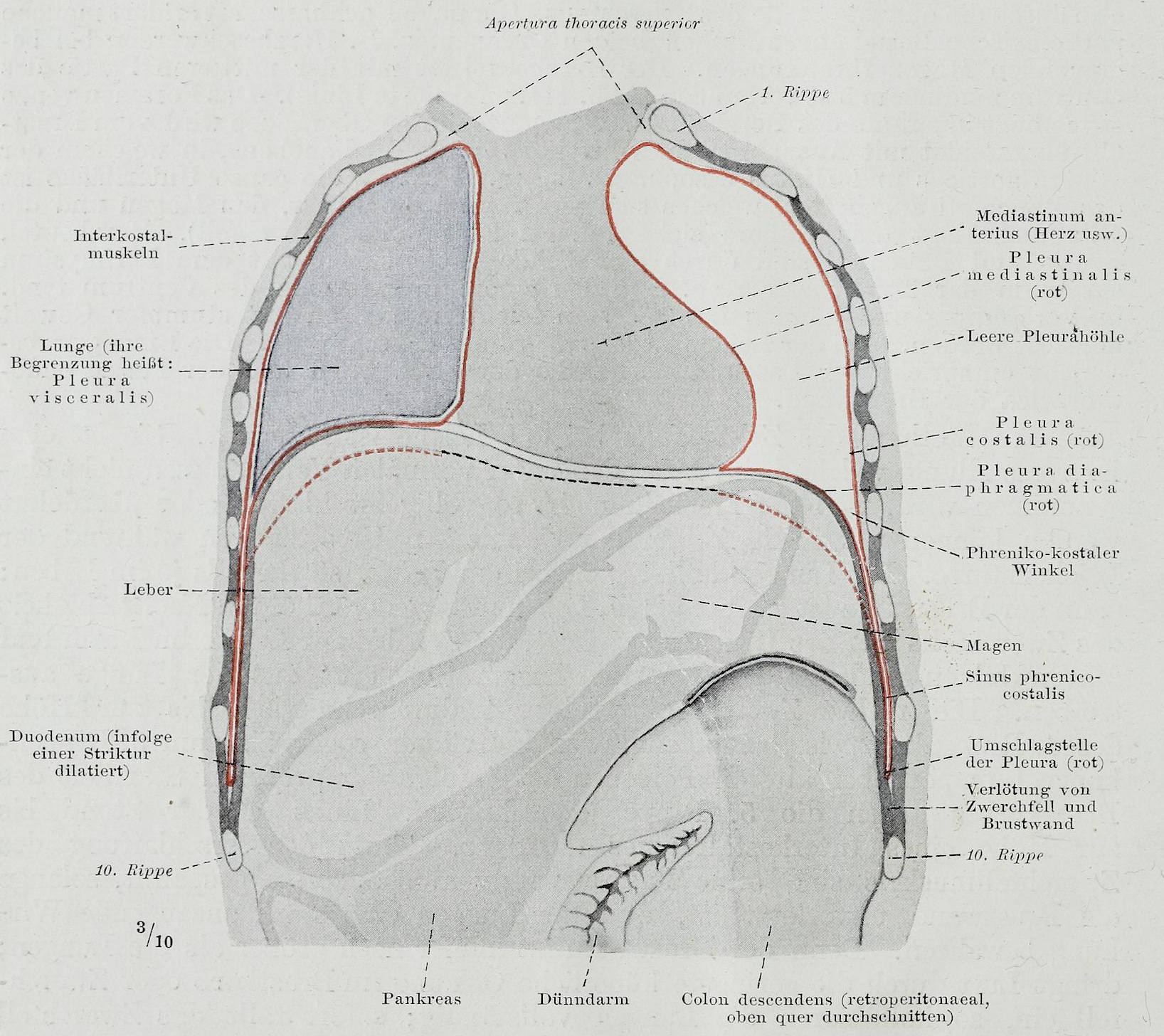
Mittels Orthodiagrammen wurde eine nicht-verzerrte Röntgenaufnahme erstellt und in die schematische Darstellung eines Gefrierschnittes einer menschlichen Leiche eingearbeitet.

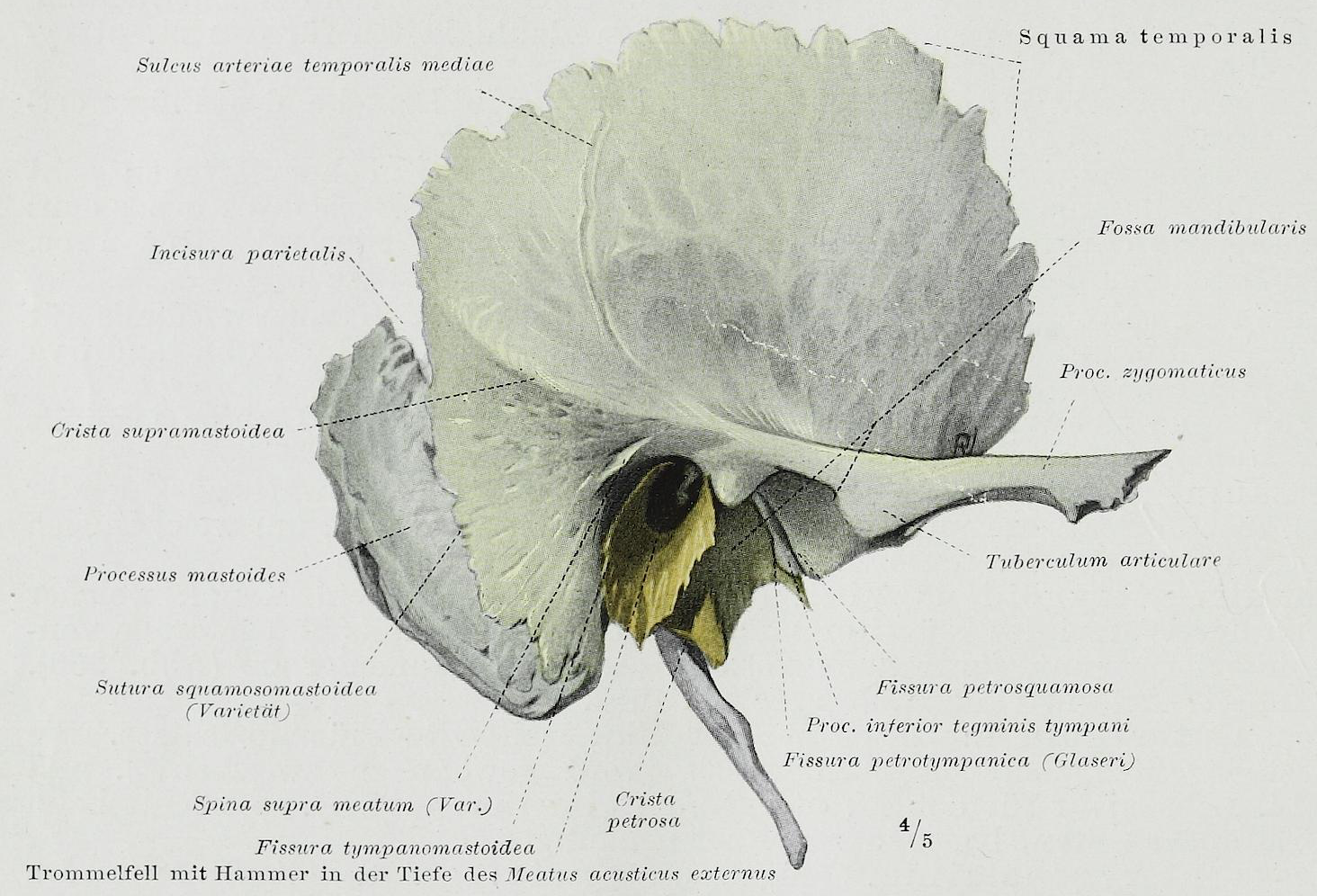
Anatomische Abbildung nach Präparat.

Insgesamt kann Hermann Braus als Begründer einer modernen Anatomie angesehen werden. Sein Stellenwert wird in einem Artikel von Hans Petersen deutlich: Ich bin es selbst, den ich studiere. Die Selbstbeobachtung gehört für Braus ganz wesentlich mit zum Studium der Anatomie. Das Studium des lebenden Körpers, für das das Studium an der Leiche nur ein Hilfsmittel ist, bedeutet zu einem guten Teil Studium des eigenen Körpers, des eigenen Körperbaues, der eigenen Körperfunktionen, durch Empfindungen von diesem Bau und von diesen Funktionen. Die Empfindung vom eigenen Körper, wie sie die Sinnesorgane vermitteln, das Spiel der eigenen Glieder, ihr Können und noch mehr ihr Nichtkönnen, war etwas, was Braus stets auf höchste fesselte.

## Schriften (Auswahl)
- Anatomie des Menschen. Ein Lehrbuch für Studierende und Ärzte. Erster Band. Bewegungsapparat. Julius Springer, Berlin 1921. (Digitalisat der Universitätsbibliothek Heidelberg; Digitalisat auf archive.org), fortgeführt von Curt Elze.
- Anatomie des Menschen. Ein Lehrbuch für Studierende und Ärzte. Zweiter Band. Eingeweide. Julius Springer, Berlin 1924. (Digitalisat), fortgeführt von Curt Elze.
- mit Curt Elze: Anatomie des Menschen. Ein Lehrbuch für Studierende und Ärzte. Dritter Band. Centrales Nervensystem. Julius Springer, Berlin 1932. (Digitalisat)

Forschungsarbeiten:
- Über die Rami ventrales der vorderen Spinalnerven einiger Selachier. Inaugural-Dissertation, Jena 1892, 35 S.
- mit Leo Drüner: Ueber ein neues Präpariermikroskop und über eine Methode grössere Tiere in toto histologisch zu konservieren. In: Jenaische Zeitschrift für Naturwissenschaften, Bd. 29, (= N.F. 22), Jena, 1895, S. 435–442 (Digitalisat)
- Untersuchungen zur vergleichenden Histologie der Leber der Wirbelthiere. Habilitationsschrift zur Erlangung der Venia docendi der Hohen medicinischen Fakultät der Grossherzoglichen und Herzoglich Sächsischen Gesammtuniversität Jena, Gustav Fischer, Jena 1896
- Untersuchungen zur vergleichenden Histologie der Leber der Wirbelthiere. In: Denkschriften der Medicinisch-Naturwissenschaftlichen Gesellschaft zu Jena, 5, Jena 1896, S. 303–367 (Digitalisat)
- Ueber Photogramme von Metallinjectionen mittelst Röntgen-Strahlen. In: Anatomischer Anzeiger, XI, 21, Jena 1896, S. 625–629 (Digitalisat)
- mit Leo Drüner: Das binoculare Präparir- und Horizontalmikroskop. In: Zeitschrift für wissenschaftliche Mikroskopie und für mikroskopische Technik, 14, 1, Jena 1897, S. 5–10 (Digitalisat)
- Beiträge zur Entwicklung der Muskulatur und des peripheren Nervensystems der Selachier. I. Theil. Die metotischen Urwirbel und spino-occipitalen Nerven. In: Carl Gegenbaur (Hrsg.): Morphologisches Jahrbuch. Eine Zeitschrift für Anatomie und Entwickelungsgeschichte, 27, 3, Engelmann, Leipzig 1899, S. 415–496 (Digitalisat)
- Beiträge zur Entwicklung der Muskulatur und des peripheren Nervensystems der Selachier. II. Theil. Die paarigen Gliedmaßen. In: Carl Gegenbaur (Hrsg.): Morphologisches Jahrbuch. Eine Zeitschrift für Anatomie und Entwickelungsgeschichte, 27, 4, Engelmann, Leipzig 1899, S. 501–629 (Digitalisat)
- Die Muskeln und Nerven der Ceratodusflosse. In: Denkschriften der Medicinisch-Naturwissenschaftlichen Gesellschaft zu Jena, 4, 1, Jena 1901, S. 137–300 (Digitalisat)
- Tatsächliches aus der Entwicklung des Extremitätenskelettes bei den niedersten Formen. Zugleich ein Beitrag zur Entwicklungsgeschichte des Skelettes der Pinnae und der Visceralbögen. In: Denkschriften der Medizinisch-Naturwissenschaftlichen Gesellschaft zu Jena, 11, (= Festschrift zum siebzigsten Geburtstage von Ernst Haeckel, Herausgegeben von seinen Schülern und Freunden), Fischer, Jena 1904, S. 377–436 (Digitalisat)
- Experimentelle Beiträge zur Morphologie. Engelmann, Leipzig 1906 (Digitalisat)
- Pfropfung bei Tieren. In: Verhandlungen des naturhistorisch-medizinischen Vereins zu Heidelberg, 8, 5, Heidelberg 1908, S. 525–539 (Digitalisat)

### Nachrufe
- Curt Elze: Hermann Braus †. In: Klinische Wochenschrift. 4. Jahrgang, Nr. 2, 8. Januar 1925, S. 95.
- Hans Spemann: Hermann Braus †. In: Die Naturwissenschaften. 13. Jahrgang, Nr. 13, 27. März 1925, S. 253–261.
- Hans Spemann: Hermann Braus. Mortui vivos docent. In: Wilhelm Roux’ Archiv für Entwicklungsmechanik der Organismen. Band 106, Nr. 1–4, Dezember 1925, S. I–XXII. doi:10.1007/BF02079521.

### Sekundärliteratur
- Dagmar Drüll: Braus, Daniel Abraham Otto Hermann. In: Heidelberger Gelehrtenlexikon 1933–1986. 2. Auflage, Springer, 2019, S. 144–145
- Maria Effinger, Sara Doll: Hermann Braus (1868–1925) – Prosektor 1901–1912. Leiter des Instituts 1912–1921. In: Maria Effinger, Joachim Kirsch (Hrsg.): Hier freut sich der Tod, dem Leben zu helfen. Anatomie in Heidelberg gestern und heute. Universitätsverlag Winter, Heidelberg 2013, ISBN 978-3-8253-6135-8, S. 75–79.
- Robert Herrlinger: Braus, Hermann. In: Neue Deutsche Biographie (NDB). Band 2, Duncker & Humblot, Berlin 1955, ISBN 3-428-00183-4, S. 562 f. (Digitalisat).